# Koki Tsukagawa
Koki Tsukagawa (født 16. juli 1994) er en japansk fodboldspiller, som spiller for den japanske fodboldklub Matsumoto Yamaga FC.